# Lousios-Schlucht
Die Lousios-Schlucht ist eine Klamm in der Nähe der Ortschaft Dimitsana in der Provinz Gortynia, Arkadien am Peloponnes (Griechenland) gelegen. Die Lousios-Schlucht wurde vom gleichnamigen Fluss Lousios gebildet, einem Nebenfluss des Alfios. Sie hat eine Länge von ca. 5.000 Metern und verläuft in Nord-Süd-Richtung. Durch die Klamm führt ein gut ausgebauter und populärer Wanderweg. Am oberen Ende der Klamm befindet sich die Ortschaft Dimitsana. Am unteren Ende der Schlucht liegt das antike Gortys mit einem frei zugänglichen Asklepios-Heiligtum. Die Eingänge der Klamm sind zu Fuß oder mit dem Pkw über Serpentinenstraßen erreichbar. Zu Gortys am südlichen Eingang gelangt man über den Abzweig von der Straße Elleniko-Stemnitsa.
Eine Besonderheit sind die in die Felsmauern der Schlucht hineingebauten Klöster Prodromou und Philosophou (alt und neu). Die aus osmanischer Zeit erhaltenen Manuskripte und Schriftrollen werden heute im Museum in Dimitsana aufbewahrt. Das alte Philosophou-Kloster direkt in der Felswand (vgl. das Foto) wurde zugunsten des neuen aufgegeben (selbes Foto und nebenstehendes, Bauten auf der rechten Felsnase). Die Klöster Prodromou und Philosophou (neu) werden auch heute von Mönchen bewohnt. Besucher sind bei Einhaltung der Kleidervorschriften willkommen.
- Panorama Dimitsana=>Megalopoli; intakte Natur und Braunkohle-Verstromung in Sichtweite

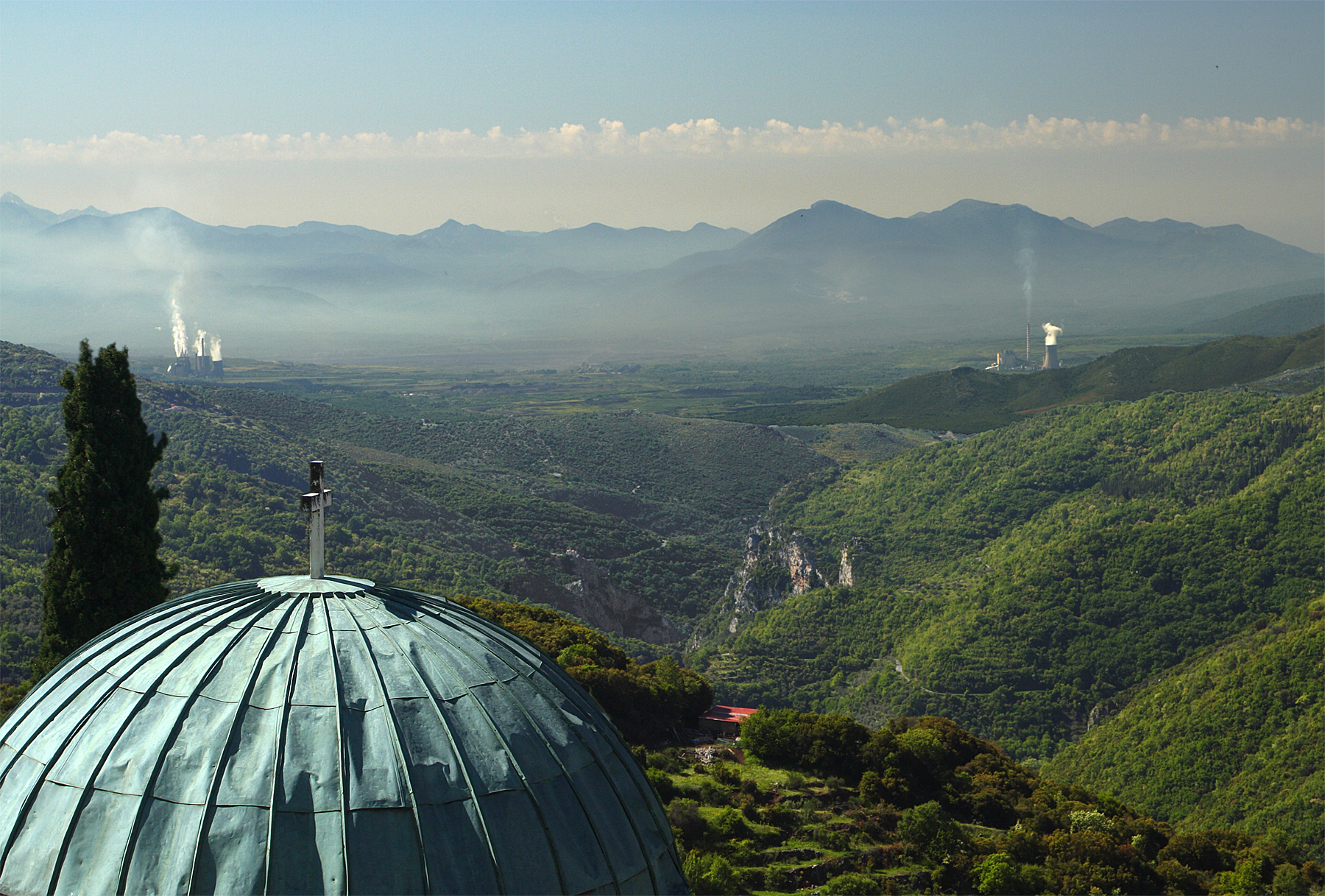
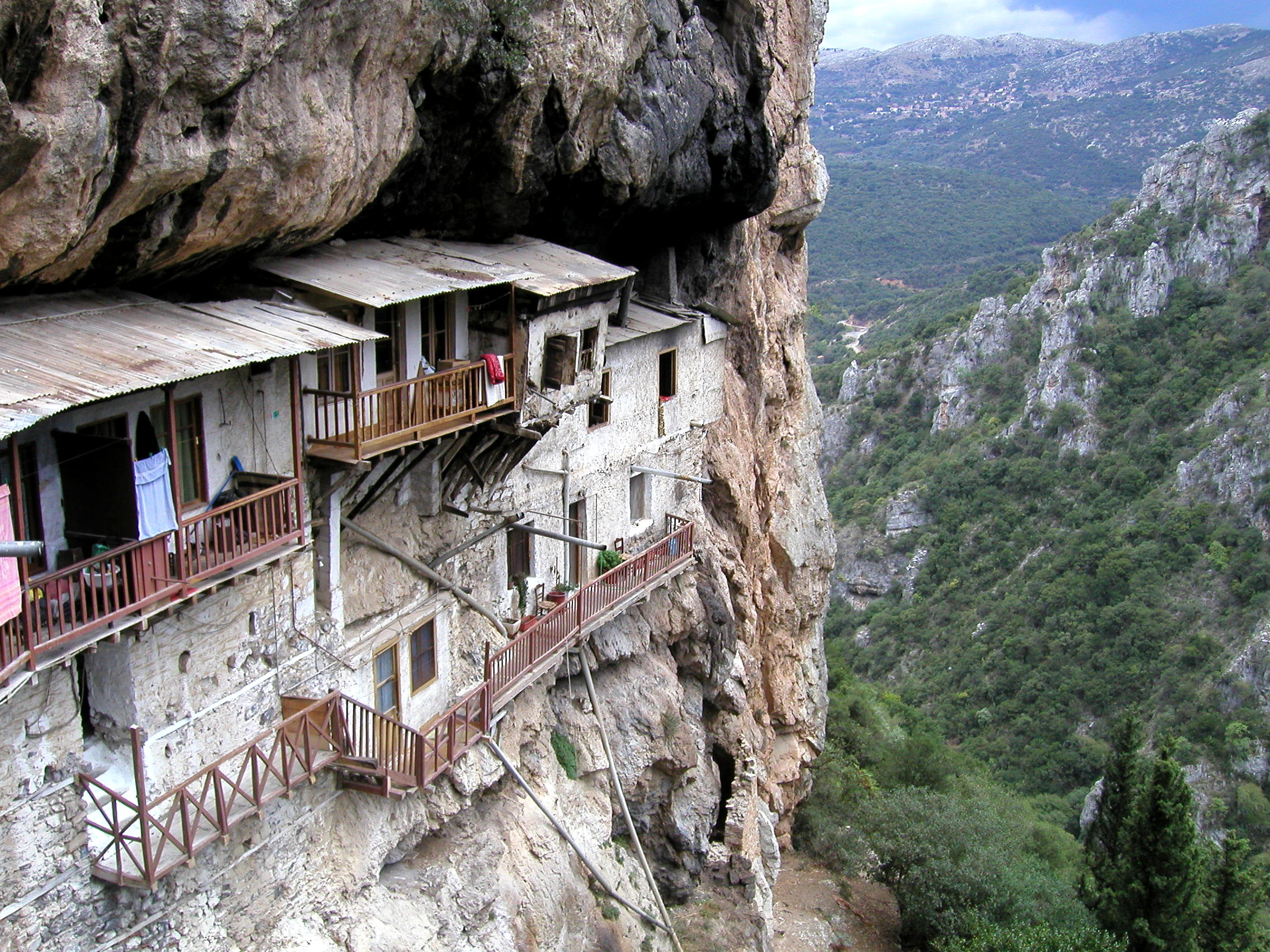
Kloster Prodromou, Lousios-Schlucht
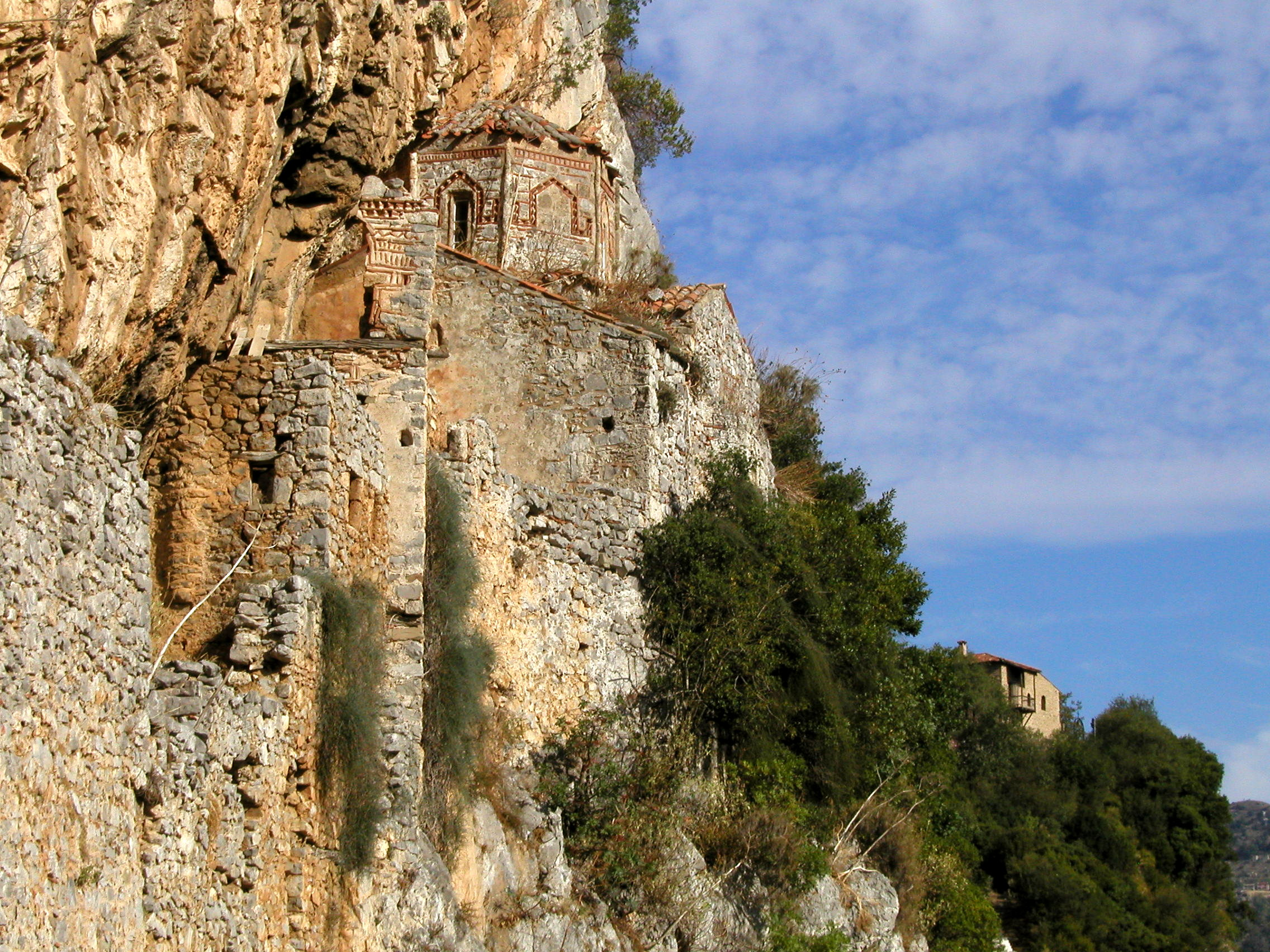
Kloster Philosophou, Lousios-Schlucht
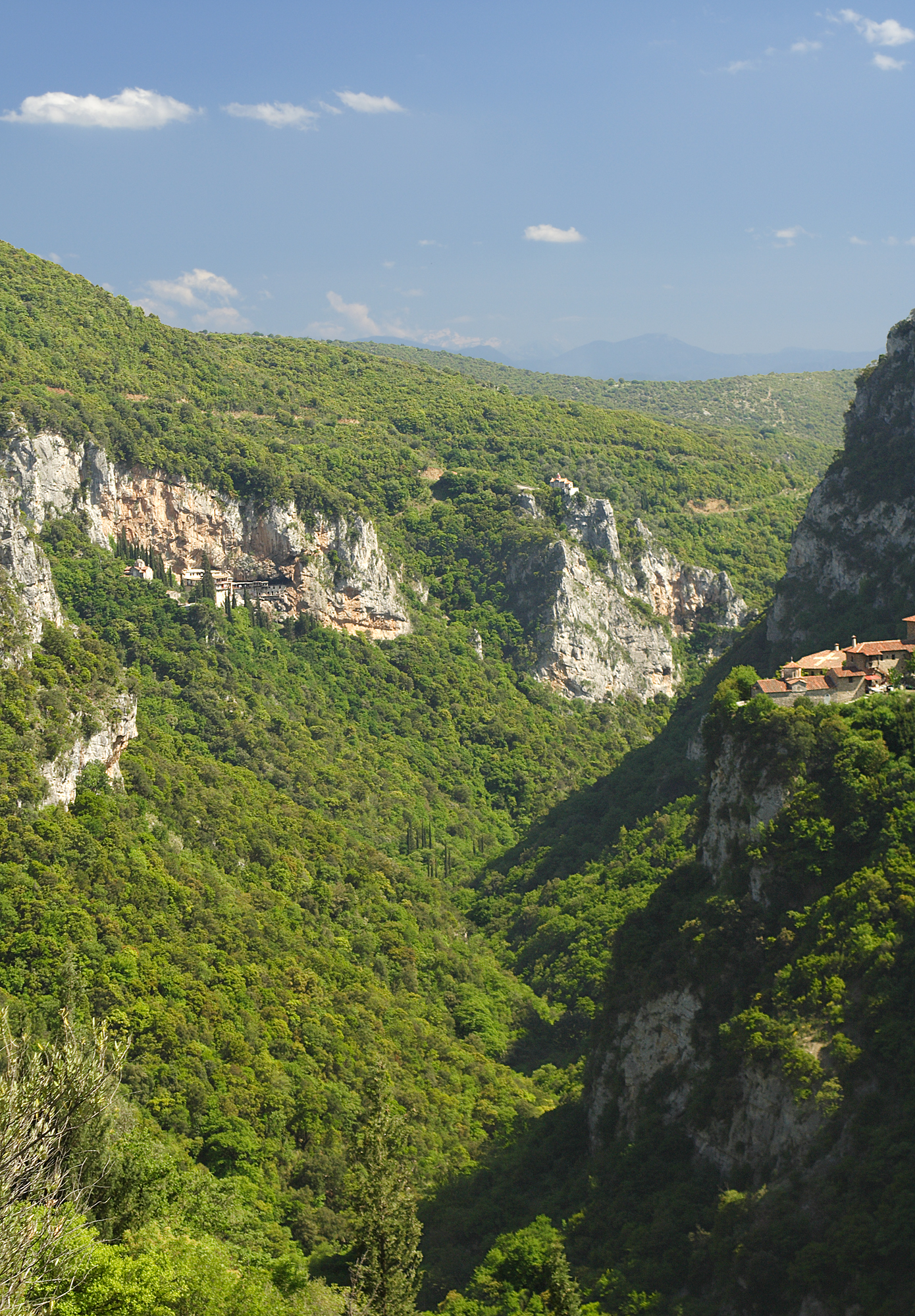
Kloster Prodromou links, Kloster Philosophou (neu) rechts

Koordinaten: 37° 33′ 5″ N, 22° 3′ 4″ O